# Вибии
Вибиите (на латински: Vibii, gens Vibia) са плебейска фамилия от края на Римската република по време на втората пуническа война.
Първият от фамилията, станал консул е Гай Вибий Панса Цетрониан през 43 пр.н.е.. Те имат една императрица и двама императора и когномен Панса и Вар.

## Известни от фамилията
- Гай Вибий Панса Цетрониан, консул 43 пр.н.е.
- Гай Вибий Постум, суфектконсул 5 г.
- Авъл Вибий Хабит, суфектконсул 8 г.
- Гай Вибий Руф, суфектконсул 16 г.
- Луций Вибий Сабин, суфектконсул 1 век; баща на императрица Вибия Сабина
- Луций Юний Квинт Вибий Крисп, суфектконсул 61 г.,74 г. и 83 г.
- Квинт Вибий Секунд, суфектконсул 86 г.; брат на горния
- Тит Вибий Вар, консул 134 г.
- Т. Вибий Гал, управител на Тракия 235 – 236 г.
- Гай Вибий Требониан Гал, римски император (251 – 253 г.)
- Гай Вибий Афиний Гал Вендумниан Волусиан, син и съимператор на Требониан Гал (251 – 253 г.)
- Тит Клодий Вибий Вар, консул 3 век
- Вибий Секвестер, географ, писател и поет 4 – 5 век

## Жени
- Вибия, съпруга на Луций Арунций Камил Скрибониан и майка на Луций Арунций Фурий Скрибониан
- Вибия Сабина, (83 – 7/136), дъщеря на суфектконсула Луций Вибий Сабин, римска императрица, съпруга на Адриан
- Вибия Гала, дъщеря на император Гай Вибий Требониан Гал